# 延命寺 (本巣市)
延命寺（えんめいじ）は、岐阜県本巣市石原にある延命地蔵菩薩を本尊とする高野山真言宗の寺院で、山号は鳳凰山。美濃四国52番札所となっている。
平安時代に席田郡定額尼寺に定められた創建不詳の法応寺という大寺が前身とされ、仁和3年（887年）に火災に遭った美濃国分尼寺の避難先となったという。その後戦国時代に織田信長によって滅ぼされ、再建されたものが当寺であると伝わる。寺域周辺には席田廃寺と呼ばれる7世紀後半に創建されたとみられる古代寺院の遺跡があり、法応寺跡の可能性がある。本尊の地蔵菩薩の他に弘法大師を祀っており、美濃四国の札所寺院となっている。